# Molpadia parva
Molpadia parva is een zeekomkommer uit de familie Molpadiidae.
De wetenschappelijke naam van de soort werd als Trochostoma arcticum var. parva in 1908 gepubliceerd door Johan Hjalmar Théel.